# Una faccia di c...
Una faccia di c... (Hammersmith Is Out) è un film del 1972 diretto da Peter Ustinov.

## Trama
Billy, infermiere in un manicomio, viene convinto da una cameriera di un fast food a liberare uno dei ricoverati, Hammersmith, che sta rinchiuso in una cella di sicurezza con indosso una camicia di forza, e che lo ha convinto che grazie a lui diventerà ricco.
Una volta fuori il pazzo ruba e uccide senza scrupoli riuscendo così a far diventare ricco Billy.

## Riconoscimenti
- 1972 - Festival di Berlino
  - Miglior interpretazione femminile a Elizabeth Taylor
  - Candidatura Orso d'oro a Peter Ustinov

## Critica
«Squinternata commedia e inconsueta variazione sul tema di Faust... Ustinov convince più come attore che come regista.» *½ 